# Комиссариат по атомной и альтернативным видам энергии
Комиссариат по атомной и альтернативным видам энергии (фр. Commissariat à l’énergie atomique et aux énergies alternatives, CEA) — французский научно-исследовательский институт, основной задачей которого является разработка всех видов использования атомной энергетики, как гражданской, так и военной, а с 2010 года — также и альтернативных видов энергии. Ежегодный бюджет равняется 3,9 млрд евро, в нём работает около 15 тысяч человек (2011).
CEA был создан в 1945 году под названием Комиссариат по атомной энергии (фр. Commissariat à l’énergie atomique); название изменено в 2010 году в связи с расширением функций и задач этого института. Он проводит фундаментальные и прикладные исследования во многих областях, включая разработку ядерных реакторов, производство встроенных микросхем, использования радионуклидов для лечения болезней, сейсмологии и распространении цунами и др.

## Структура
CEA подразделяется на 5 отделов:
- Отдел ядерной энергии;
- Отдел технологических исследований;
- Отдел биологии;
- Отдел материи;
- Военный отдел, который производит ядерное оружие для французской армии и ядерные подводные лодки французского военно-морского флота.

С 2010 года Комиссариат владеет суперкомпьютером Tera-100, который входит в сотню самых мощных суперкомпьютеров мира.

## Центры

### Гражданские научно-исследовательские центры
- Сакле[фр.] — Эсон (48°43′30″ с. ш. 2°09′01″ в. д.HGЯO, штаб-квартира с 2006 года) вместе с Национальной Лабораторией (GANIL) (Кан, Кальвадос).
- Фонтене-о-Роз — Фонтене-о-Роз, О-де-Сен
- Гренобль — Гренобль, Изер
- Кадараш — Буш-дю-Рон
- Вальро (сокр. от фр. Vallee du Rhone) — Маркуль и Пьерлата, Гар